# 二重堀砦跡

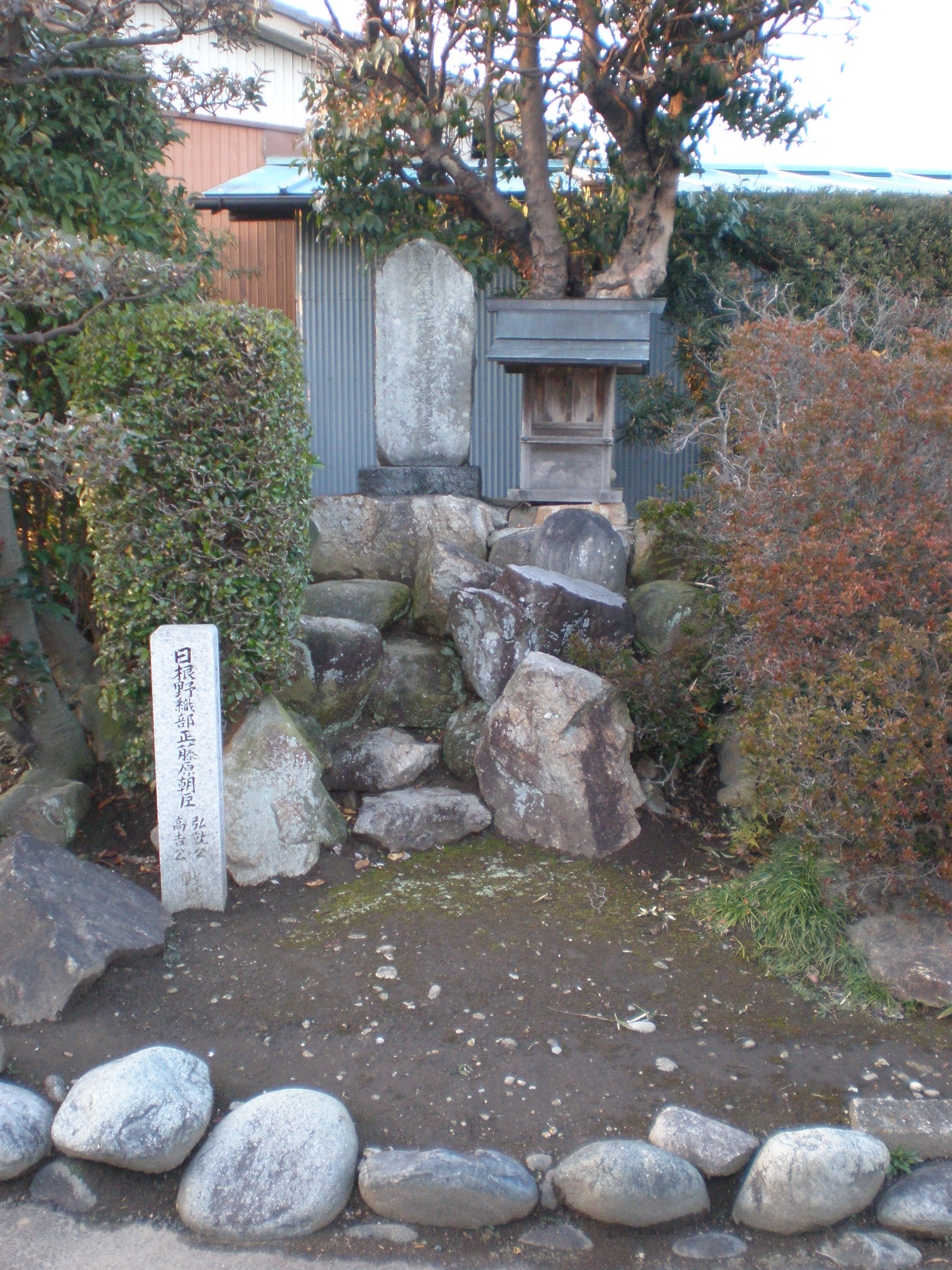
二重堀砦跡

二重堀砦跡（ふたえぼりとりであと）は、天正12年（1584年）の小牧・長久手の戦いの折り、秀吉方が築いたとされる砦の跡である。日根野備中守弘就らが布陣した事から、「日根野備中守弘就砦跡」とも呼ばれる。砦の大きさは東西五五間・南北四十間、土塁の高さは五尺あったとされている。小牧山に布陣する徳川方との最前線に位置し、激しい戦いが繰り広げられ、多数の死傷者が出た。
なお砦があったと考えられる場所は、耕地整理が行なわれたため、現在遺構などはまったく残されていない。また砦跡として残る祠は、隣接する民家の裏手の竹藪の中にあったものが、移設されたものである。

## 所在地
愛知県小牧市大字二重堀地内

## 交通手段
こまき巡回バスの「二重堀東」停留所下車、徒歩5～10分。